# Bilincsben (könyv)
A Bilincsben (Gerald's Game) Stephen King amerikai író 1992-ben megjelent regénye. Magyarul először az Európa Könyvkiadónál jelent meg a regény, Szántó Judit fordításában, 1994-ben. 
2017-ben filmfeldolgozás is készült belőle.

## Cselekmény
A mű egyszerre íródott a Dolores című regénnyel, és ugyanúgy 1992-ben, illetve 1963-ban játszódik, mint az a mű, csak épp nem Long Tall Island-en, hanem a Kashwakamak-tónál. 1963 volt az az év, amikor a teljes napfogyatkozás következtében július 20-án elsötétült az ég Maine állam ezen része felett. Ez az esemény mindkét regény híres momentuma, és érdekes, izgalmas módon köti össze őket.
A könyv Jessie Burlingame történetét meséli el, akinek férje, Gerald az eldugott nyaralóban az ágyhoz bilincseli feleségét, mert csak így képes felcsigázni vágyát. Jessie, aki megelégeli férje játszadozását, ágyékon rúgja őt, a férfi pedig szívrohamot kap.
Ekkor kezdődik a nő háromnapos kínszenvedése: nem elég, hogy folyamatosan különböző hangokat hall, amelyek mind másra biztatják, de betéved a házba egy kutya is és elkezdi marcangolni Gerald tetemét. Valamint idővel rá kell döbbennie, hogy talán még sincs annyira egyedül, mint hitte...

## Magyarul
- Bilincsben; ford. Szántó Judit; Európa, Bp., 1994